# 198717 Szymczyk
198717 Szymczyk este un asteroid din centura principală de asteroizi.

## Descriere
198717 Szymczyk este un asteroid din centura principală de asteroizi. A fost descoperit pe 13 februarie 2005 la Mayhill de Andrew Lowe. Asteroidul prezintă o orbită caracterizată de o semiaxă mare de 3,04 ua, o excentricitate de 0,11 și o înclinație de 11,0° în raport cu ecliptica.